# Тритоны-колокола
Тритоны-колокола (также известны как Клоши, от фр. колокола) — памятники архитектуры, четыре фонтана в саду Бахуса (в западной части Нижнего парка Петергофа).
Впервые упоминаются в 1722 году в задании Петра I установить четыре полукруглых трельяжа для небольших фонтанов с «фигурами». В 1724 году император уточнил задание, предложив поставить в фонтаны у Марлинского пруда скульптуры по мотивам эзоповских басен. М. Г. Земцов создал эскизы, заказ передали Н. Пино, но тот его так и не выполнил. В 1732 году в бассейны фонтанов установили выполненные по рисунку И. Ф. Браунштейна в Англии в 1721 году одинаковые свинцовые статуи, тритоны-младенцы, изначально предназначавшиеся для Большого каскада.
Изначально фигуры держали в поднятых руках деревянные чаши со свинцовым покрытием. Сначала в каждом фонтане было четыре струи, в конце XVIII века конструкцию изменили. В новом варианте струя, выходя из трубочки, ударялась в специальную заслонку, создавая над статуей колокол-завесу.
В 1912 году был заменён материал кордонов бассейнов при сохранении их конфигурации — с пудостского известняка на гранит.
Фигуры были уничтожены в Великую Отечественную войну и восстановлены А. Ф. Гуржием на «Монументскульптуре» по фотографиям в 1954 году. Современные скульптуры сделаны из бронзы, позолочены в 1984 году. Фонтаны используют воду от расположенных поблизости Менажерных фонтанов.